# Eduardo Martínez Vázquez
Eduardo Martínez Vázquez (Fresnedilla, Àvila, 9 de maig de 1886 - Madrid, 10 de desembre de 1971) va ser un pintor especialitzat en paisatges.

## Biografia i obra
Passà la seva infantesa a Mirandilla (Badajoz) i Paracuellos del Jarama (Madrid). El seu pare decidí que realitzés estudis artístics a Madrid.
Als quinze anys ingressà l'Escola de Belles Arts de San Fernando de Madrid, on va ser deixeble de Muñoz Degrain i company d'estudis de Solana, Zuloaga, Vázquez Díaz, Fernando Álvarez de Sotomayor i Eugenio Hermoso.
El 1915 obtingué la segona medalla en l'Exposició Nacional de Belles Arts amb un quadre titulat La plaza del Feudo i el 1924 la primera amb la seva obra Las nieves del Cirbunal.
A partir de 1915 començà la seva activitat docent com a professor auxiliar de paisatge en l'Escola d'Arts de San Fernando de Madrid. El 1942 obtingué per oposició la càtedra de paisatge.
Es va mantenir actiu fins 1955.
Va ser membre de l'Academia de Bellas Artes de Santa Isabel de Hungría de Sevilla, Bellas Artes de Segovia i San Fernando de Madrid.
Se'l va conèixer com "El pintor de Gredos".
El seu fill Rafael Martínez Díaz (1915-1991) va ser també un pintor reconegut.